# Хронологическое упорядочение
В квантовой теории поля вводится операция хронологического произведения или хронологического упорядочения операторов. Эта операция обозначается {\displaystyle {\mathcal {T}}} и для двух операторов {\displaystyle A(x)} и {\displaystyle B(y)}, которые зависят от координат и времени, определяется следующим образом:
{\displaystyle {\mathcal {T}}\left\{A(x)B(y)\right\}:={\begin{cases}A(x)B(y)&{\text{if }}x_{0}>y_{0},\\\pm B(y)A(x)&{\text{if }}x_{0}<y_{0}.\end{cases}}}
где {\displaystyle x_{0}} и {\displaystyle y_{0}}-временные компоненты векторов {\displaystyle x} и {\displaystyle y}.
Иначе можно записать:
{\displaystyle {\mathcal {T}}\left\{A(x)B(y)\right\}:=\theta (x_{0}-y_{0})A(x)B(y)\pm \theta (y_{0}-x_{0})B(y)A(x),}
где {\displaystyle \theta }- функция Хевисайда, а знак {\displaystyle \pm } зависит от природы оператора: в бозонном случае знак всегда +, в фермионном знак зависит от чётности перестановки операторов, необходимой для правильного порядка: увеличение временного аргумента происходит справа налево.
Поскольку операторы зависят от координат, операция временного упорядочения независима от координат только в случае, если операторы в точках, разделённых пространственно-подобным интервалом, коммутируют.
В общем случае, для произведения n операторов поля A1(t1), …, An(tn) {\displaystyle {\mathcal {T}}}-упорядочение произведения операторов определяется по формуле:
{\displaystyle {\mathcal {T}}\{A_{1}(t_{1})A_{2}(t_{2})\cdots A_{n}(t_{n})\}=\sum _{p}\theta (t_{p_{1}}>t_{p_{2}}>\cdots >t_{p_{n}})\varepsilon (p)A_{p_{1}}(t_{p_{1}})A_{p_{2}}(t_{p_{2}})\cdots A_{p_{n}}(t_{p_{n}})}
где суммирование идёт по всем  p и по симметрической группе перестановок n-го порядка.
Для бозонных операторов {\displaystyle \varepsilon (p)=1}, для фермионных {\displaystyle \varepsilon (p)=(-1)^{k}}, где k-чётность перестановки.